# Cruz Azul Hidalgo
El Club Deportivo Cruz Azul Hidalgo fue un equipo de fútbol profesional mexicano que jugaba en la Serie A de la Segunda División de México. Su hogar es el Estadio 10 de diciembre, dentro de la Ciudad Cooperativa Cruz Azul (antes Jasso) en Hidalgo. Fue equipo filial del C. F. Cruz Azul.

## Historia
El club surge como filial de Cruz Azul, y comenzó jugando en la 3.ª División profesional bajo el nombre de Cruz Azul Hidalgo en 1992,  el primer gol de la franquicia fue anotado por el juvenil Fernando Gorocica; Después de algunas temporadas logra ascender a la 2.ª División 'B' y luego de una sola temporada logra el ascenso a la 2.ª División 'A'.
Finalmente el club en 1995 asciende a la Primera División 'A'. Después de 8 años en 1.ª 'A' y de haber disputado dos finales en los torneos Verano 1999 contra Unión de Curtidores y Verano 2000 contra Irapuato, pierde en ambas la posibilidad de ascender a la Primera División Nacional.
Al terminar el Clausura 2003 la directiva del Cruz Azul decide cambiar de sede al Cruz Azul Hidalgo y se lo llevan a Oaxaca de Juárez quien adopta el nombre de Cruz Azul Oaxaca, jugó en el Estadio Benito Juárez.
La franquicia duró 3 años en Primera 'A', en el torneo Apertura 2005, este equipo obtuvo su mejor resultado, logrando el subcampeonato el cual perdió contra Puebla, perdiendo el medio boleto a la final de ascenso a Primera División.
Después la directiva regresa la franquicia al estado de Hidalgo al terminar el Clausura 2006 y reaparece el Cruz Azul Hidalgo en el torneo Apertura 2006.
El 15 de mayo de 2014, la directiva de Cruz Azul cerró la venta de Cruz Azul Hidalgo, los cuales se convirtieron en el nuevo Zacatepec para el torneo Apertura 2014. Los dueños del Zacatepec decidieron comprar al Cruz Azul Hidalgo debido a que su franquicia descendió en el Clausura 2014 del Ascenso MX a la Segunda División Premier. El objetivo fue que el Zacatepec permaneciera en el Ascenso MX.
Luego de la desaparición del club, el Cruz Azul Jasso de la Segunda División cambió su nombre a Cruz Azul Hidalgo, por lo que el club siguió existiendo pero ahora en la Liga Premier de Ascenso de la Segunda División.
Ya en la Liga Premier de la Segunda División, Cruz Azul Hidalgo alcanzó en el Clausura 2015 el subcampeonato de liga, perdiendo medio boleto a la Liga de Ascenso en contra de Loros de Colima. Un año después, en el Clausura 2016, alcanzó el liderato de su grupo y además, el primer lugar general de la liga, sin embargo, cayó en cuartos de final en contra de Pioneros de Cancún.
En la temporada 2020-21 el equipo finalizó la temporada regular como mejor equipo de la categoría al conseguir 59 puntos producto de 16 victorias, cinco empates y tres derrotas, además de seis puntos extra reglamentarios. En la liguilla eliminó a los clubes Gavilanes de Matamoros y Alacranes de Durango para alcanzar la final por el campeonato, la cual finalmente perdería ante el Club Deportivo Irapuato. Al finalizar la temporada, se dio a conocer que el equipo se encontraba en problemas económicos debido a los cambios en la directiva del Club Deportivo Cruz Azul, por lo cual la continuidad del equipo entró en dificultades y se llegó a mencionar una posible liquidación del equipo ante la falta de recursos para sostenerlo. Finalmente, el 26 de junio se dio a conocer que la franquicia del equipo fue congelada ante la Federación Mexicana de Fútbol, por lo que no tomará parte de la temporada 2021-2022 y podría regresar posteriormente si se presentan mejores condiciones económicas para el Club Deportivo Cruz Azul.

## Estadio

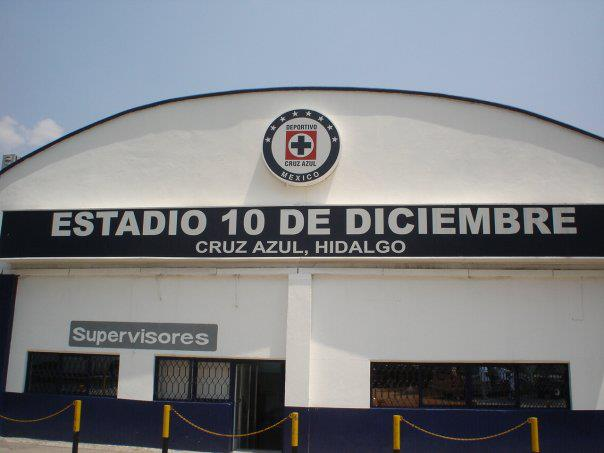
Estadio 10 de diciembre.

El Estadio 10 de diciembre fue construido para albergar al Deportivo Cruz Azul hasta que este se mudó a la Ciudad de México, dejándolo sin algún equipo. El estadio tiene capacidad para 17,000 personas cómodamente sentadas y cuenta con sombra. Actualmente es sede de pruebas del equipo de Primera División, y además es sede del equipo Cruz Azul Hidalgo que compite en la Segunda División de México.

## Palmarés
| Competición nacional   | Títulos   | Subcampeonatos           |
| ---------------------- | --------- | ------------------------ |
| Ascenso MX (0/2)       |           | Verano 1999, Verano 2000 |
| Segunda Serie A (1/2)  | 1994-1995 | Clausura 2015, 2020-21   |
| Tercera División (0/1) |           | 1989-1990                |

## Temporadas
| Temporada     | División          | Notas                             |
| ------------- | ----------------- | --------------------------------- |
| Apertura 2006 | 2.Ascenso MX      | 2.º Grupo II (Semifinal)          |
| Clausura 2007 | 2.Ascenso MX      | 2.º Grupo II (Cuartos)            |
| Apertura 2007 | 2.Ascenso MX      | 6.ºGrupo II 9.ºGeneral            |
| Clausura 2008 | 2.Ascenso MX      | 4.º Grupo II 7.ºGeneral (Cuartos) |
| Apertura 2008 | 2.Ascenso MX      | 4.ºGrupo III 10.ºGeneral          |
| Clausura 2009 | 2.Ascenso MX      | 2.ºGrupo III 5.ºGeneral (Cuartos) |
| Apertura 2009 | 2.Ascenso MX      | 6.º(Cuartos)                      |
| Clausura 2010 | 2.Ascenso MX      | 9.º                               |
| Apertura 2010 | 2.Ascenso MX      | 13.º                              |
| Clausura 2011 | 2.Ascenso MX      | 6.º(Cuartos)                      |
| Apertura 2011 | 2.Ascenso MX      | 16.º                              |
| Clausura 2012 | 2.Ascenso MX      | 15.º                              |
| Apertura 2012 | 2.Ascenso MX      | 9.º                               |
| Clausura 2013 | 2.Ascenso MX      | 14.º                              |
| Apertura 2013 | 2.Ascenso MX      | 10.º                              |
| Clausura 2014 | 2.Ascenso MX      | 10.º (Venta a Zacatepec)          |
| Apertura 2014 | 3.Segunda LPA     | (Ex Jasso) 4.ºG II (Cuartos)      |
| Clausura 2015 | 3.Segunda LPA     | 2.ºGrupo II (Final)               |
| Apertura 2015 | 3.Segunda LPA     | 2.ºGrupo II (Cuartos)             |
| Clausura 2016 | 3.Segunda LPA     | 1.ºGrupo II (Cuartos)             |
| Apertura 2016 | 3.Segunda LPA     | 15.ºGrupo II                      |
| Clausura 2017 | 3.Segunda LPA     | 6.ºGrupo II (Cuartos)             |
| Apertura 2017 | 3.Segunda Serie A | 10.º Grupo II                     |
| Clausura 2018 | 3.Segunda Serie A | 10.º Grupo II                     |
| 2018/2019     | 3.Segunda Serie A | 5.º Grupo II (Semifinal)          |
| 2019/2020     | 3.Segunda Serie A | 6.º Grupo II                      |
| 2020/2021     | 3.Segunda Serie A | 1.º Grupo II (Final)              |